# Leipziger Verkehrsbetriebe
Leipziger Verkehrsbetriebe (LVB) er et kommunalt selskab, der driver den offentlige trafik med sporvogne og busser i og omkring Leipzig. Selskabets linjenet indgår i Mitteldeutscher Verkehrsverbund (MDV). Selskabet opstod 1. januar 1917 ved en fusion af Großen Leipziger Straßenbahn og Leipziger Elektrischen Straßenbahn og hed Große Leipziger Straßenbahn indtil 29. juli 1938.
LVB driver 13 sporvejslinjer, der betjener 150,3 km spor (heraf 7,8 km enkeltspor) og 516 stoppesteder. I og omkring byen driver man desuden 61 buslinjer. Om natten kører der ni (i weekenderne ti) linjer, der kører i ring og mødes ved Hauptbahnhof.

## Historie
Leipzigs sporvejshistorie begyndte 18. maj 1872, da Leipziger Pferdeeisenbahn (LPE) åbnede for driften. Selskabet havde remise i Reudnitz, hvor direktionen også havde til huse. 25 år efter åbningen rådede LPE over 1.013 heste, 172 vogne og fem remiser. Den sidste hestesporvogn kørte 16. april 1897, efter at Große Leipziger Straßenbahn (GLSt) og Leipziger Elektrische Straßenbahn (LESt) havde begyndt drift med elektriske sporvogne 17. april 1896.
Omkring 1900 grundlagdes Leipziger Außenbahn AG (LAAG) for at skabe en forbindelse til Schkeuditz, der dengang stadig hørte til Preussen. Det var derfor nødvendigt med en særlig tilladelse fra regeringspræsidenten i Merseburg. Da efterspørgslen var stor, blev linjen udbygget med dobbeltspor.
I 1913 grundlagdes Leipziger Allgemeine Kraftomnibus AG (LAKAG) som konkurrent til sporvejene. Ved begyndelsen af første verdenskrig måtte busdriften dog opgives igen. For sporvejene btød befolkningens armod under krigen, at driften ikke længere var profitabel, hvorfor Große Leipziger Straßenbahn og Leipziger Elektrische Straßenbahn blev slået sammen i 1916 og overtaget af byen i 1919. Fra 1938 kørte der trolleybusser i Leipzig, der efter reduktioner af linjenettet i 1960'erne fortsatte frem til 1975. 1938 var også året, hvor selskabets navn ændredes til Leipziger Verkehrsbetriebe.
Efter anden verdenskrig skete der en langsom fornyelse af vognparken, f.eks. med nye vogne fra VEB Lokomotiv- und Waggonbau Werdau (LOWA-vogne) og med Gotha-ledvogne. I 1969 indførtes de første Tatra T4D, og frem til slutningen af 1980'erne overtog de fuldstændig sporvognsdriften.
Siden 1993 har trafikselskabet status som GmbH. For at modvirke de store fald i passagertallene har LVB indsat lavgulvsbusser fra 1992 og lavgulvsledvogne fra 1995. I 1998 indførtes der for første gang natbusser hele natten, de såkaldte Nightliner, der var en forløber for noget sådan i en tysk storby af denne størrelse. I 2001 fandt der en omfattende reform af linjenettet sted.